# Bernstein Straße
Die Bernstein Straße (B 49) ist eine Landesstraße B in Österreich. Sie hat eine Länge von 74,1 km und verläuft entlang der Staatsgrenze zur Slowakei zunächst an der March, später an der Thaya. Die Straße beginnt an der Donau, überquert diese und verläuft zunächst durch das Marchfeld. Sie passiert das WWF-Naturreservat Marchauen und trifft bei Angern an der March auf die Nordbahn, von der sie für den Rest des Weges begleitet wird. Die Straße verläuft weiter durch das Weinviertel, bevor sie an der Lundenburger Straße (B 47) kurz vor der Staatsgrenze nach Tschechien im äußersten Nordosten Österreichs endet.
Ihren Namen hat die Bernstein Straße von der Bernsteinstraße, der ältesten Handelsstraße Mitteleuropas, die einen ähnlichen Verlauf durch das Weinviertel genommen hat.

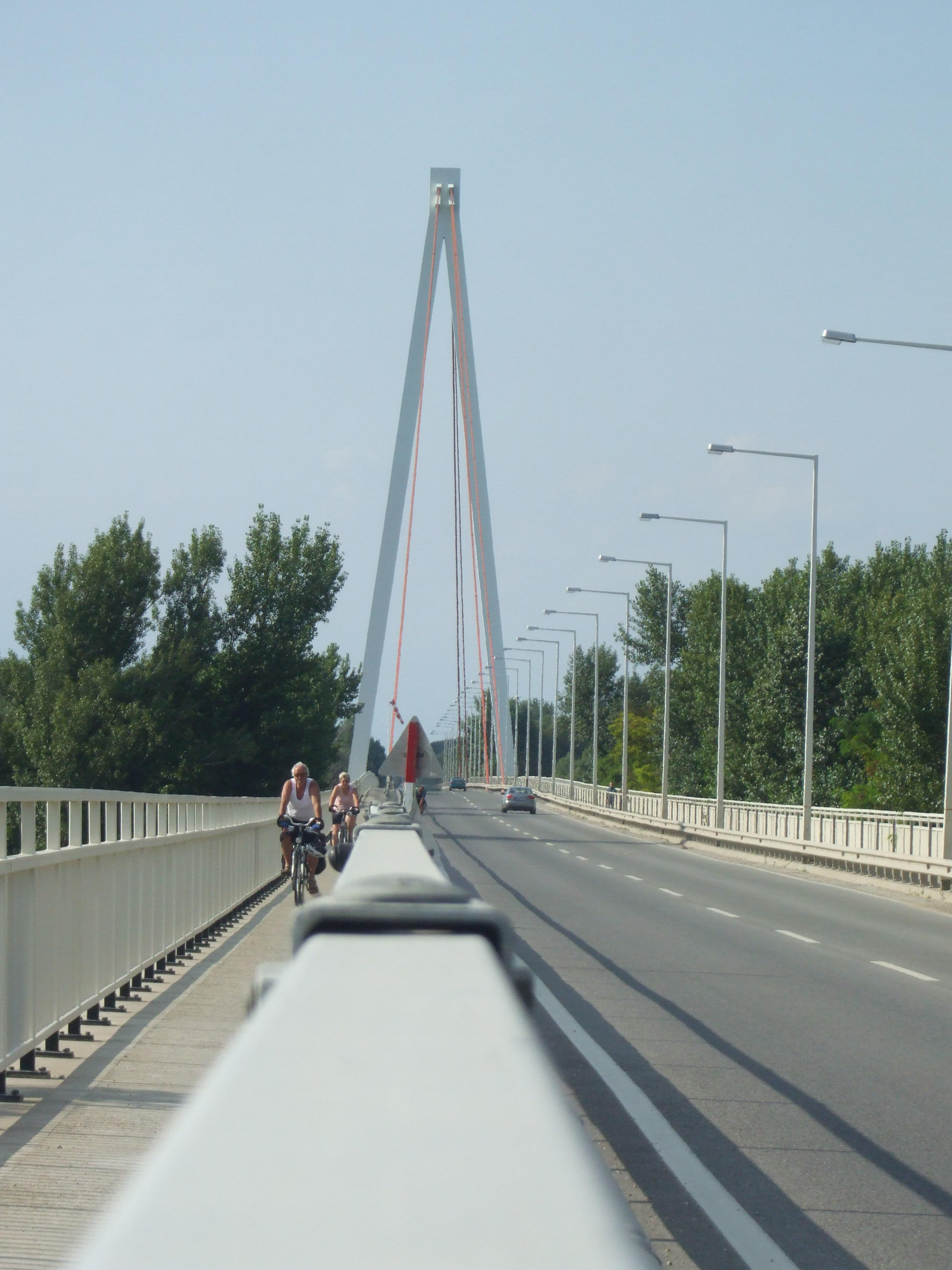
Donaubrücke der B49 bei Hainburg an der Donau

## Geschichte
Der nördliche Streckenabschnitt der Bernstein Straße zwischen Angern und der tschechischen Grenze gehört seit dem 1. Jänner 1951 zum Netz der Bundesstraßen in Österreich.
Die südliche Streckenabschnitt zwischen Angern und Engelhartstetten wurde ursprünglich als Marchegger Straße bezeichnet und gehört seit dem 1. April 1959 ebenfalls zum Netz der Bundesstraßen in Österreich. Durch das Bundesgesetz vom 7. März 1968 wurde diese Bundesstraße bis zur Preßburger Straße am südlichen Donauufer verlängert, die entsprechende Straßenbrücke über die Donau wurde jedoch erst 1972 fertiggestellt. Seit 2002 ist die Straße eine Landesstraße B.